# Зелена металургія
Зелена металургія — спеціальний статус для електрометалургійних підприємств в Україні, на яких поширюється пільга зі сплати тарифу на передачу електроенергії на період з 1 серпня 2020 року до 31 грудня 2029 року. Пільга передбачає, що в тариф на передачу електроенергії для ряду металургійних підприємств не будуть включені витрати НЕК «Укренерго» на компенсацію за «зеленим» тарифом .

## Історія запровадження
Норма про зелену металургію внесена до Закон України «Про внесення змін до деяких законів України щодо удосконалення умов підтримки виробництва електричної енергії з альтернативних джерел енергії», проголосований у Верховній Раді 21 липня 2020 року
Автором поправки став народний депутат (фракція «Слуга Народу») Дмитро Кисилевський, який до обрання в парламент працював у трубно-колісній компанії «Інтерпайп» Віктора Пінчука. Поправку публічно підтримав голова комітету ВР з питань енергетики та житлово-комунальних послуг Андрій Герус.

## Перелік підприємств «зеленої металургії»
Згідно із законом, підприємство «зеленої» електрометалургії — це юридична особа, яка здійснює господарську діяльність з виробництва сталі з дотриманням норм щодо прямих викидів діоксиду вуглецю в результаті виробництва сталі на рівні не більше 250 кг на тонну сталевої продукції і виключно електродуговим методом виробництва.
На пільговий тариф претендують 4 заводи: «Дніпросталь» («Інтерпайп Сталь»), «Електросталь», «АзовЕлектроСталь» і «Дніпроспецсталь».
Прогнозний обсяг споживання електроенергії підприємствами «зеленої металургії» становить 878 400 МВт/годин.
| Назва підприємства      | Розташування            | Щомісячний обсяг споживання, МВт/год |
| ----------------------- | ----------------------- | ------------------------------------ |
| Дніпросталь (Інтерпайп) | Дніпро                  | 37 800                               |
| Дніпроспецсталь         | Запоріжжя               | 28 300                               |
| Електросталь            | Курахове Донецької обл. | 6 900                                |
| АзовЕлектроСталь        | Маріуполь               | 200                                  |

## Розмір пільги
За оцінками «Запорізького заводу феросплавів», за рік підприємства «зеленої металургії» зможуть економити до 560 млн грн, завдяки пільговим тарифам.
У компанії «Інтерпайп» Віктора Пінчука оцінюють, що завдяки пільзі, тариф на електроенергію для компанії знизиться на 5 %.